# STS-90
STS-90 foi uma missão da NASA realizada pelo ônibus espacial Columbia, lançado em 17 de Abril de 1998.

## Tripulação
| Posição                  | Astronauta       |
| ------------------------ | ---------------- |
| Comandante               | Richard Searfoss |
| Piloto                   | Scott Altman     |
| Especialista de missão 1 | Richard Linnehan |
| Especialista de missão 2 | Dafydd Williams  |
| Especialista de missão 3 | Kathryn Hire     |
| Especialista de carga 1  | Jay Buckey       |
| Especialista de carga 2  | James Pawelczyk  |